# Jacob Shapiro
Jacob "Gurrah" Shapiro (5 de mayo de 1899; 9 de junio de 1947) fue un gánster del crimen organizado judeoestadounidense quien, junto con su socio Louis "Lepke" Buchalter controló los sindicatos industriales de Nueva York por dos décadas y establecieron la organización Murder, Inc.

## Primeros años
Shapiro nació en la ciudad de Odesa que entonces pertenecía al imperio ruso. Mientras estuvo en un albergue en Brooklyn, se hizo amigo de Joseph Valachi y Jimmy "The Shiv" DeStefano. Legs Diamond también estuvo ahí pero mantuvo su distancia del temido trío. Durante este periodo, Shapiro conoció a su futuro socio, Louis "Lepke" Buchalter. Ambos muchachos intentaban robar al mismo vendedor de comida. En vez de pelear por las sobras, Shapiro y Buchalter acordaron asociarse. Buchalter actuaba como el cerebro y Shapiro proveía el músculo en una alianza que duró por décadas. Shapiro y Buchalter pronto se hicieron conocidos de los futuros gánsters Meyer Lansky y Lucky Luciano, ambos de los cuales eran protegidos del mafioso Arnold Rothstein.

## Sindicatos
Impulsado por Rothstein, Shapiro y Buchalter entraron al lucrativo negocio de manejar los sindicatos trabajando para Jacob Orgen. Orgen había obtenido el control de parte de Nathan Kaplan en los más de diez años de la Guerra entre los bateadores laborales. Los gánsters habían infiltrado sindicatos en el Garment District, Manhattan, atacando y asesinando a los líderes sindicales para obtener el control. Luego los gánsteres instituyeron un sistema de sobornos y retiros de los fondos sindicales mientras, al mismo tiempo, extorsionaban a los manufactureros con amenazas de huelgas.
Luego de trabajar para Orgen por un tiempo, Shapiro y Buchalter empezaron a planear para tomar sus operaciones. Dándose cuenta de que ambos eran una amenaza, Orgen se alió con los hermanos Eddie y Jack "Legs" Diamond.
Shapiro y Buchalter pronto hicieron su movida. El 15 de octubre de 1927, Orgen y Jack Diamond estaban parados en la esquina de las calles Delancey y Norfolk en el Lower East Side. Dos pistoleros (supuestamente Shapiro y Buchalter) condujeron hasta la esquina. Uno de ellos salió del automóvil y empezó a disparar mientras el otro disparaba desde dentro del coche. Orgen murió instantáneamente y Jack Diamond fue herido de gravedad. Con la muerte de Orgen, Shapiro y Buchalter tomaron el control de su operación. Los dos socios empezaron pronto a realizar grandes extorsiones tanto a los sindicatos como a los negocios a medida que creaban un gran monopolio criminal en el Garment District.

## Murder, Inc.
Aunque se cree que el dúo empezó Murder, Inc., la iniciativa ya estaba en realidad prosperando cuando llegaron y se convirtieron en uno de sus principales clientes junto con el Sindicato nacional del crimen, una confederación de familias criminales creada por Luciano y Lansky en 1929. El Sindicato fue creado para evitar las sangrientas guerras entre pandillas de los años 1920 creando una organización que mediara en las disputas del crimen organizado y castigara a los infractores. Murder, Inc. servía como el brazo armado del Sindicato.

## Presión del gobierno

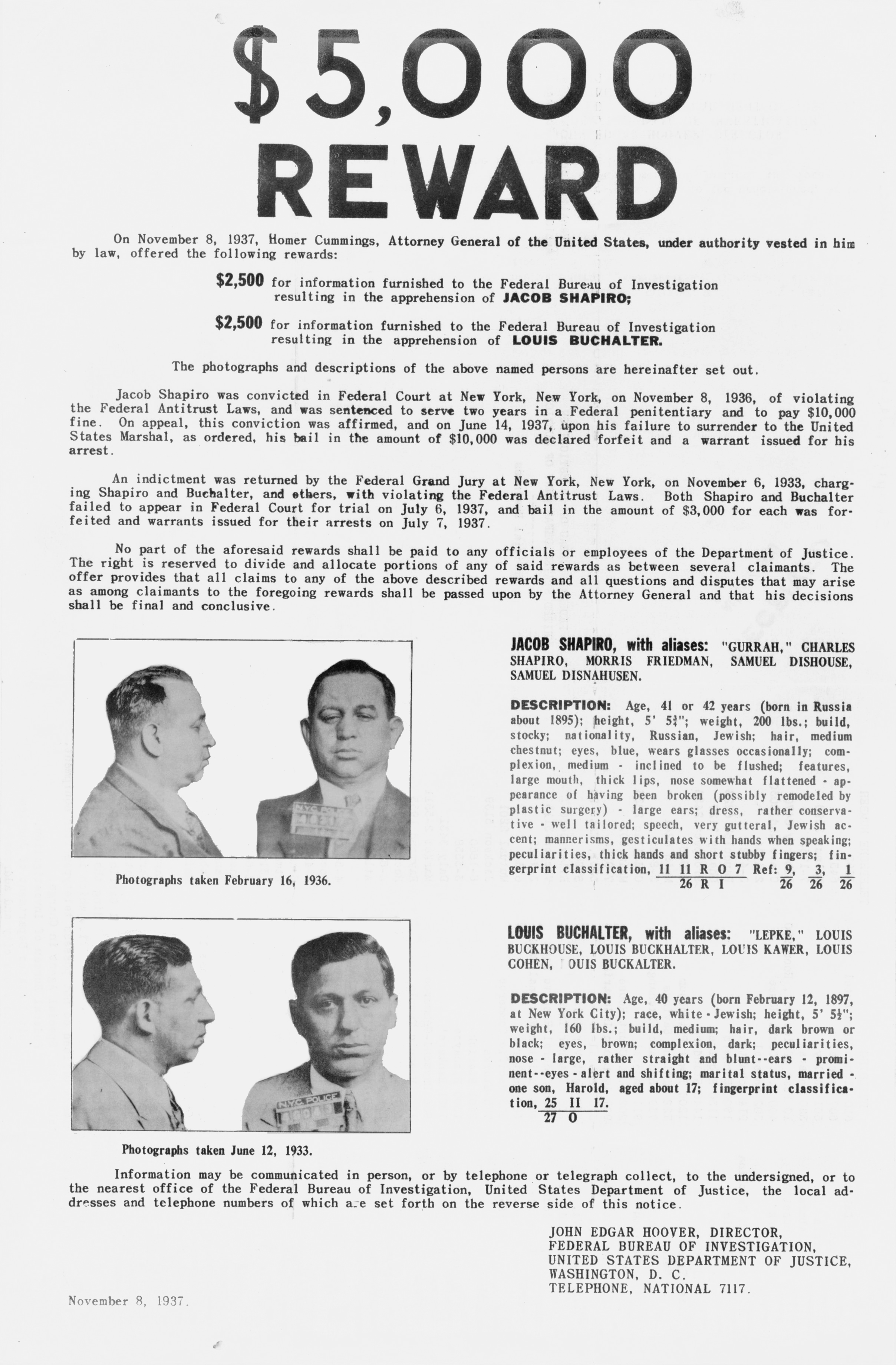
Un cartel de "se busca" de noviembre de 1937 del FBI por Shapiro y Buchalter.

Durante los primeros años 1930, el fiscal de los Estados Unidos Thomas E. Dewey empezó a investigar a miembros del crimen organizado en Nueva York. La presión creada por Dewey fue tal que, en 1935, el mafioso Dutch Schultz pidió al Sindicato que aprobara su asesinato. Shapiro y Anastasia estuvieron de acuerdo con Schultz, pero Buchalter y el resto del Sindicato no aceptaron su pedido. Matar a un fiscal iba contra la tradición de la Mafia argumentó la mayoría y sólo aumentaría las investigaciones federales en el crimen organizado y posiblemente expondría al mismo Sindicato. De hecho, el Sindicato tuvo tanto miedo de la propuesta de Schultz que ordenaron a Buchalter que matara a éste.  El 23 de octubre de 1935, Schultz y varios asociados fueron asesinados por pistoleros de Murder, Inc. gunmen en un restaurante en Newark, New Jersey.
Poco después de la muerte de Schultz, Shapiro y Buchalter se convirtieron en el foco de las investigaciones de Dewey. En octubre de 1936, Shapiro y Buchalter fueron declarados culpables bajo los términos de la ley Ley Sherman Antitrust y fueron sentenciados a dos años en la prisión de Sing Sing. Luego de su condena, Shapiro se escondió por un año. Sin embargo, finalmente se entregó a agentes del FBI el 14 de abril de 1938 y fue enviado a prisión. El 5 de mayo de 1944, Shapiro fue condenado por conspiración y extorsión y sentenciado a una pena de entre 15 años de prisión y cadena perpetua. 
Meses antes de su condena en 1944, Shapiro supuestamente contrabandeó una nota para Buchalter, quien estaba entonces en juicio por asesinato. La nota simplemente decía "I told you so" (en español: "Te lo dije"). El 4 de marzo de 1944, Buchalter fue ejecutado en la silla eléctrica en la prisión de Sing Sing en Ossining, New York.  Hasta su muerte en prisión de un ataque cardiaco en 1947, Shapiro quedó convencido de que si hubieran matado a Dewey, él y los otros hubieran permanecido libres.